# 小行星7612
小行星7612（英語：7612）是一颗围绕太阳公转的小行星。1996年2月12日，上田清二、金田宏在钏路市发现了此天体。
这颗小行星的绝对星等为263.4732078710033等。